# Fourna
Fourna (en griego: Φουρνά) es un pueblo y antiguo municipio de Evrytania en la Grecia Central. En 2011 el gobierno local enmienda parte del municipio de Karpenisi, del cual es su unidad municipal. La población de la unidad municipal es de 1542 habitantes (2001). La unidad municipal está formada por los pueblos de Fourna, Vracha (Greek: Βράχα), y Kleisto (Greek: Κλειστό).

## Gente destacada
- Dionisio de Fourna (c. 1670- después de 1744) pintor y monje.